# Copy Trading
Copy Trading ermöglicht es Einzelpersonen auf den Finanzmärkten, Positionen automatisch zu kopieren, die von anderen ausgewählten Einzelpersonen eröffnet und verwaltet werden.

## Geschichte
Anfangs vermittelten einige Händler ihren Followern durch die Verwendung von Newslettern ihre Absicht, bestimmte Geschäfte auf bestimmten Ebenen zu eröffnen oder zu schließen. Später erschien der erste Handelsraum mit dem gleichen Konzept. Der Händler kündigte die Ausführung einer Transaktion an, schrieb sie in einem virtuellen Raum, statt E-Mails zu verwenden, und die Follower konnten die Transaktion lesen und reproduzieren. Als die Chaträume wuchsen, konnten auch andere Händler online kommentieren oder Fragen stellen, was eine dauerhafte Präsenz vor dem Bildschirm und zusätzlich oft eine Nutzungsgebühr für die Plattform erforderte.
Auf dieser Ebene erkannten einige Händler die potenziellen Vorteile, die ein automatisches Replikationssystem erzeugen könnte, wenn man es erstellen würde. Um 2005 entwickelten sich Copy Trading und Mirror Trading aus dem automatisierten Handel, auch bekannt als algorithmischer Handel. Es war ein automatisiertes Handelssystem, bei dem Händler ihre eigene Handelsgeschichte teilten, der andere folgen konnten. Tradency war einer der ersten Anbieter, der 2005 ein Autotrading-System namens Mirror Trader vorschlug. Ein Händler konnte seine eigene Handelsstrategie auf den Systemen hosten, wobei die Handelsaufzeichnungen die Leistung dieser Strategie zeigen. Andere Benutzer konnten sich dann dazu entscheiden, alle Transaktionen, die aus dieser Strategie generiert wurden, auf ihrem Konto zu spiegeln.
Bald folgten bestimmte Umstände, die es den Händlern erlaubten, ihr persönliches Handelskonto direkt mit der Plattform zu verbinden. Von diesem Moment an wurde jede ihrer Aktionen aufgezeichnet und den Benutzern zur Verfügung gestellt, ohne dass die Handelsstrategie übermittelt werden musste.
Seit 2010 wird es bei Online-Finanzhandelsmaklern immer beliebter, um es weniger erfahrenen Händlern zu ermöglichen, von den Handelsentscheidungen von Anlegern zu profitieren, die sie für erfolgreich halten.
Die Mehrheit der Geschäfte findet auf besonders liquiden Märkten statt, wie zum Beispiel Devisenmärkten.

## Hauptmerkmale
Im Gegensatz zum Mirror Trading, einer Methode, die es Händlern ermöglicht, bestimmte Strategien zu kopieren, verknüpft der Kopierhandel einen Teil der Gelder des kopierenden Händlers mit dem Konto des kopierten Anlegers. Alle Handelsaktionen, die der kopierte Anleger fortan durchführt, wie das Öffnen einer Position, das Zuweisen von Stop-Loss- und Take-Profit-Orders oder das Schließen einer Position, werden auch auf dem Konto des kopierenden Händlers entsprechend dem Verhältnis zwischen dem Konto des kopierten Anlegers und dem zugewiesenen „Kopierhandelskapital“ des kopierenden Händlers ausgeführt.
Der kopierende Trader behält normalerweise die Möglichkeit, kopierte Trades zu trennen und selbst zu verwalten. Sie können die Kopierbeziehung auch vollständig auflösen, wodurch alle kopierten Positionen zum aktuellen Marktpreis geschlossen werden. Kopierte Anleger (die als Leader oder Signalanbieter bezeichnet werden) werden oft durch monatliche Abonnementgebühren eines Händlers entschädigt, der ihre Trades kopieren möchte (ein Signalfolger). Abgesehen davon können beliebte Anleger bis zu 100 % Spread-Rabatt auf ihre persönlichen Transaktionen erhalten. Die Belohnungssysteme dienen dazu Händler dazu anzuregen, anderen zu erlauben ihre Trades zu überwachen und zu kopieren, anstatt privat zu handeln.
Copy Trading hat zur Entwicklung eines neuen Typs von Anlageportfolios geführt, den einige Brancheninsider „People-Based Portfolios“ oder „Signal Portfolios“ nennen (in Anlehnung an die Terminologie des beliebten MetaQuotes Signal Marketplace). Personenbezogene Portfolios unterscheiden sich von traditionellen Anlageportfolios dadurch, dass die Investmentfonds in andere Anleger investiert werden und nicht in traditionelle marktbasierte Instrumente.
Während Follower kein Kapital auf die Konten der Signalgeber überweisen, agieren diese de facto als Portfoliomanager, da sie indirekt die Kontrolle über einen Teil des Kapitals der Signalgeber haben. Daher bieten soziale Handelsnetzwerke einen innovativen Rahmen für das delegierte Portfoliomanagement.

## Studie
Im Jahr 2012 finanzierte das MIT eine Studie unter der Leitung von Dr. Yaniv Altshuler die bewies, dass Händler des sozialen Investmentnetzwerks eToro, die vom „geführten Kopieren“, d. h. dem Kopieren eines vorgeschlagenen Investors profitierten, zu 6–10 % besser abschneiden als Händler, die manuell handeln und 4 % besser als Händler, die zufällige Anleger ihrer Wahl kopieren.
Seit 2013 arbeitet Dr. Altshuler mit Professor Alex „Sandy“ Pentland vom MIT an einer Studie, die darauf abzielt, einen „nachhaltigen“ Social-Trading-Mechanismus zu finden, der darauf abzielt, die Möglichkeiten von Tradern zu optimieren vom Copy-Trading zu profitieren. Die Forschung ergab auch, dass die zu kopierenden Trader häufig, aber nicht immer, die effektivsten sind.
Bei herkömmlichen Anlageentscheidungen spielt die Nachahmung nachweislich eine bedeutende Rolle.
Im Jahre 2014 arbeiteten Altshuler und Mauro Martino des Watson-Forschungszentrums IBM Research mit Yangu-Yu Liu, Jose C.Nacher und Tomoshiro Ochiai zusammen an einer Finanzhandelsstudie die zeigte, dass kopierte Trades eher positive Renditen erzielen als Standard-Trades, doch die Rendite durch Investitionen in gewinnbringende Copy-Trades ist geringer, als die Rendite erfolgreicher regulärer Trades.
2018 fanden Matthias Pelster von der Universität Paderborn und Annette Hofmann von der St. John’s University heraus, dass die Verluste bei kopierten Trades bei negativen Renditen in der Regel höher sind. Sie schlugen auch vor, dass Anleger, die von anderen Anlegern kopiert werden, eher unter einem Dispositionseffekt leiden.
2019 untersuchten Gortner und Van der Weele die Arrow-Debreu-Wertpapier-Doppelauktionen in einem Experiment mit und ohne Peer-Daten. Sie kamen dabei zu dem Schluss, dass die Beobachtung der Portfolios anderer Händler dazu führt, dass Händler weniger volatile Portfolios kaufen. Wenn Trader jedoch nach ihrer Leistung bewertet werden, wird dieser Einfluss neutralisiert.

## Im Vergleich zu Social Trading
Verschiedene Finanzhandelsanbieter bieten Copy-Trading-Funktionen als Teil einer größeren Social-Trading-Plattform an. Social Trading beinhaltet in der Regel die Möglichkeit, sich mit anderen Anlegern über die Plattform digital (Kommentare, Likes, Link-Sharing usw.) zu vernetzen.
Einige Plattformen bieten auch Möglichkeiten, Händler nach bestimmten Leistungsparametern zu sortieren und einzustufen, wodurch es Händlern erleichtert wird, potenzielle Investoren zum Kopieren zu finden. Typischerweise stehen die Handelshistorien zusammen mit detaillierten Leistungs- und Risikokennzahlen der verfügbaren Händler zum Kopieren zur Verfügung.

## Verordnung
Die FCA übernimmt die in den MiFID-Fragen und Antworten bezüglich: Anlegerschutz & Intermediäre (Frage Nr. 9) dargelegte Ansicht der Europäischen Wertpapier- und Marktaufsichtsbehörde (ESMA) bezüglich der Funktionsweise des Copy- und Mirror-Tradings gemäß der MiFID-Richtlinien. Es betrachtet es als automatische Ausführung von Handelssignalen, bei denen keine manuelle Eingabe durch den Kontoinhaber erfolgt. Dies impliziert standardmäßige regulatorische Verpflichtungen für die autorisierte Verwaltung.
Im Jahr 2014 hat die britische Finanzdienstleistungsaufsicht (Financial Conduct Authority; FCA) Bedenken bezüglich des Copy-Trading geäußert, da sie die Firmen, die Copy-Trading anbieten, als effektiv unregulierte Anlageverwalter ansieht. Aus diesem Grund hat die FCA die Unternehmen die Copy-Trading Dienste anbieten durch ein Schreiben über ihre Absicht informiert, sie als Portfolio- oder Investmentmanager zu klassifizieren.